# Helmut Bez
Helmut Bez (28 de agosto de 1930 – 7 de agosto de 2019) fue un escritor alemán.

## Biografía
Nacido en Sondershausen, Alemania, pasó los primeros cuarenta años de su carrera en la República Democrática de Alemania. Tras graduarse en Erfurt finalizados sus estudios de secundaria y de arte dramático en 1949, se formó como actor en el Conservatorio Estatal de Turingia entre 1949 y 1951. En Erfurt entabló amistad con Jürgen Degenhardt, con el cual más adelante colaboraría en numerosos libretos para teatro musical y opereta. En ocasiones Bez y Degenhardt escribían bajo el pseudónimo Alfred Berg (Bez) y Hans Hardt (Degenhardt).
Entre 1952 y 1966, Bez fue dramaturgo en teatros de Heiligenstadt, Nordhausen, Erfurt, y Eisleben, así como en la Ópera Cómica de Berlín. A partir de 1966 trabajó como artista independiente, escribiendo textos para producciones teatrales, radiofónicas, televisivas y cinematográficas. Además, fue directivo de la Editorial Henschelverlag.
En 1980 Bez, Degenhardt y H. P. Hofmann publicaron el libro Musical: Geschichte und Werke, sobre la historia y la interpretación del teatro musical en Alemania.
Helmut Bez falleció en Mecklenburgo, Alemania, en el año 2019.

## Obra

### Libretos musicales
- 1961 : Servus Peter
- 1962 : Die schwarze Perle
- 1964 : Mein Freund Bunbury
- 1967 : Kleinstadtgeschichten
- 1969 : Froufrou
- 1970 : Bretter die die Welt bedeuten
- 1972 : Die Wette des Mister Fogg
- 1974 : Terzett
- 1976 : Keep smiling
- 1976 : Casanova
- 1978 : Prinz von Preußen

### Obra teatral
- 1977 : Zwiesprache halten
- 1978 : Jutta oder Die Kinder von Damutz
- 1978 : Dobberkau ist da
- 1979 : Warmer Regen
- 1983 : Die verkehrte Welt
- 1985 : Nachruf
- 1994 : Kleiner Mann was nun
- 1996 : Das Glas Wasser
- 1998 : Der Tiger
- 1999 : Nele und die Leute von Altwreech

### Cine y televisión (selección)
- 1975 : Heiraten/weiblich (telefilm, guionista)
- 1979 : Frauengeschichten, episodio de la serie Schauspielereien (guionista)
- 1980 : Dach überm Kopf (actor)
- 1987 : Wengler & Söhne (guionista)
- 1989 : Späte Ankunft (telefilm, guionista)
- 1995 : Polizeiruf 110 (serie TV), episodio Jutta oder Die Kinder von Damutz (guionista)

### Radio
- 1965 : An diesem Samstag (prohibido y no emitido)
- 1967 : Auf Tuchfühlung
- 1969 : Das zweite Feuer
- 1971 : Französisch fakultativ
- 1973 : Die Rückfahrt
- 1976 : Zwiesprache halten (Premio radiofónico)
- 1979 : Jutta oder Die Kinder von Damutz
- 1979 : Nachruf
- 1981 : Dieser lange Vormittag
- 1981 : Letzte Nachrichten
- 1982 : Verfrühte Ankunft – verspätete Rückkehr
- 1982 : In ihrem Sinne
- 1983 : Die Befreiung oder Liesgen hör zu.
- 1985 : Die erste große Fahrt der HOFFNUNG
- 1988 : Dobberkau ist da
- 1989 : Der 37. Kongreß
- 1989 : Große Taten
- 1989 : Das Reich von Geist und Seele
- 1989 : Juventus bricht den Nimbus des Livorno
- 1990 : Gentz oder Alles paletti
- 1990 : Als ginge ich mir selbst verloren
- 1993 : Nützliche Erhebung
- 1994 : Jopp oder Die Wohlgefälligkeit
- 1995 : Die Armee Wenck
- 1996 : CRASH oder Letzte Ausfahrt Brilon
- 1997 : Tod in der Provinz
- 1998 : Klischnigg